# Völkermarkt

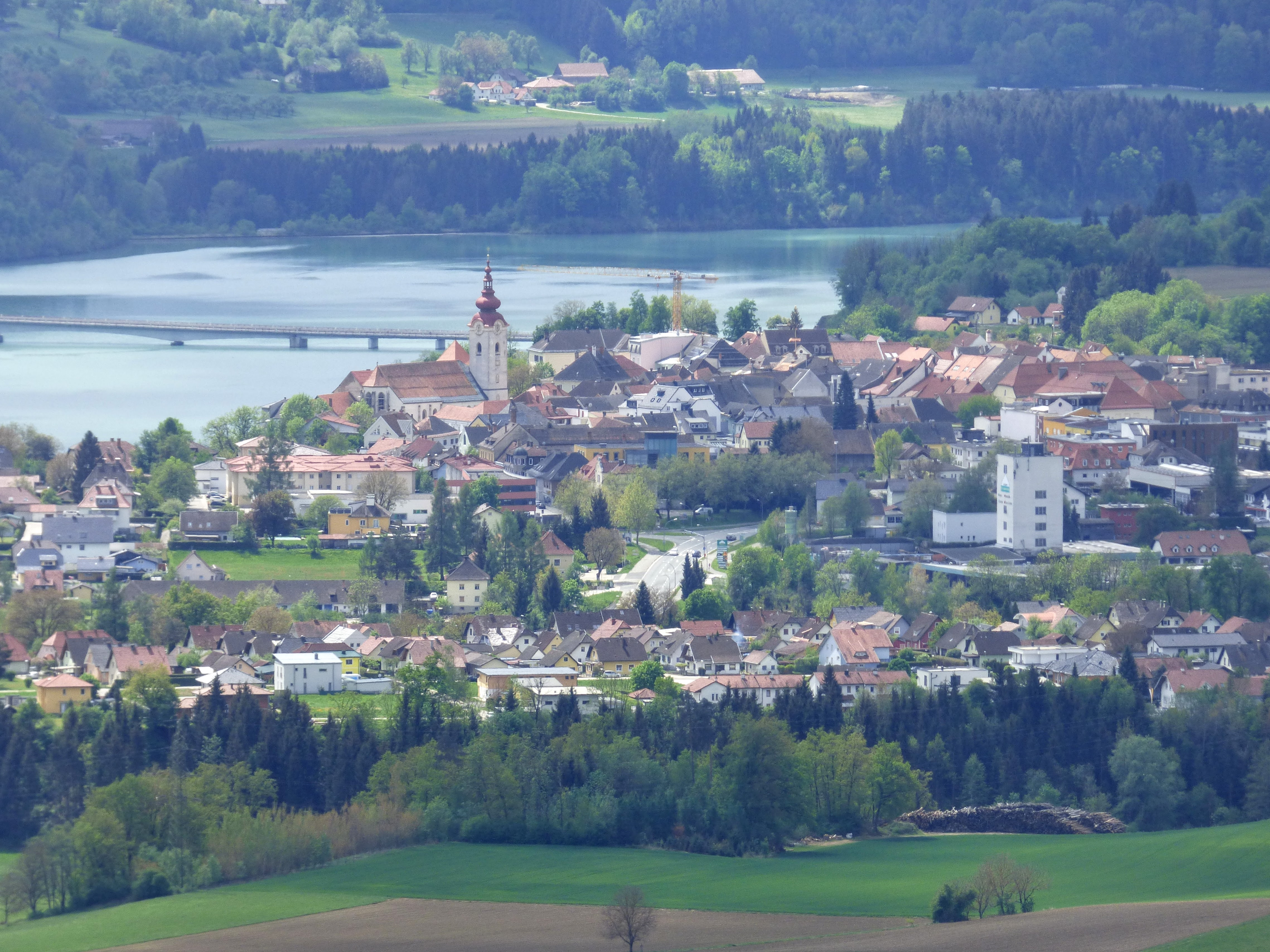
Völkermarkt über dem Völkermarkter Stausee

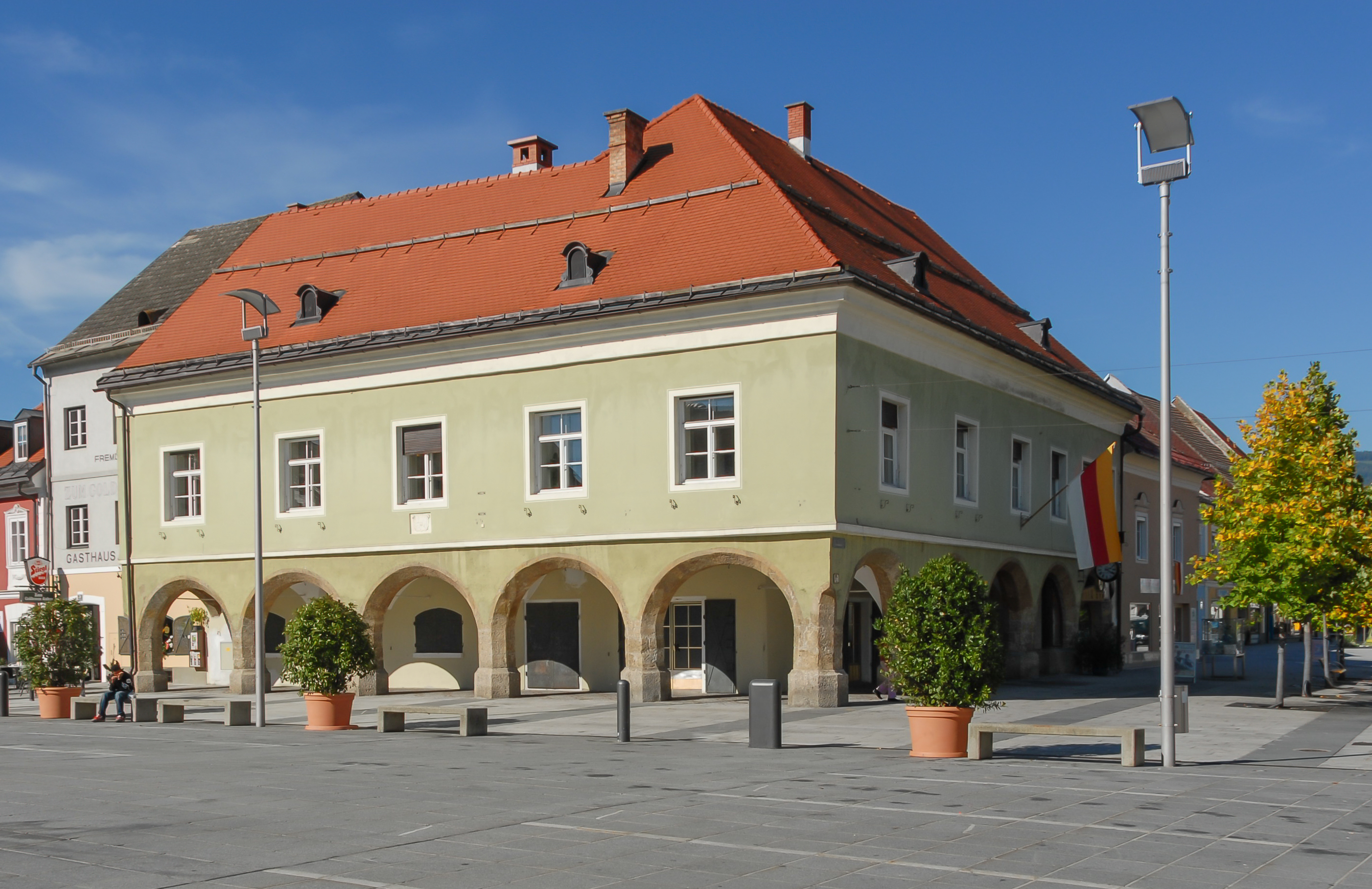
Altes Rathaus auf dem Völkermarkter Hauptplatz

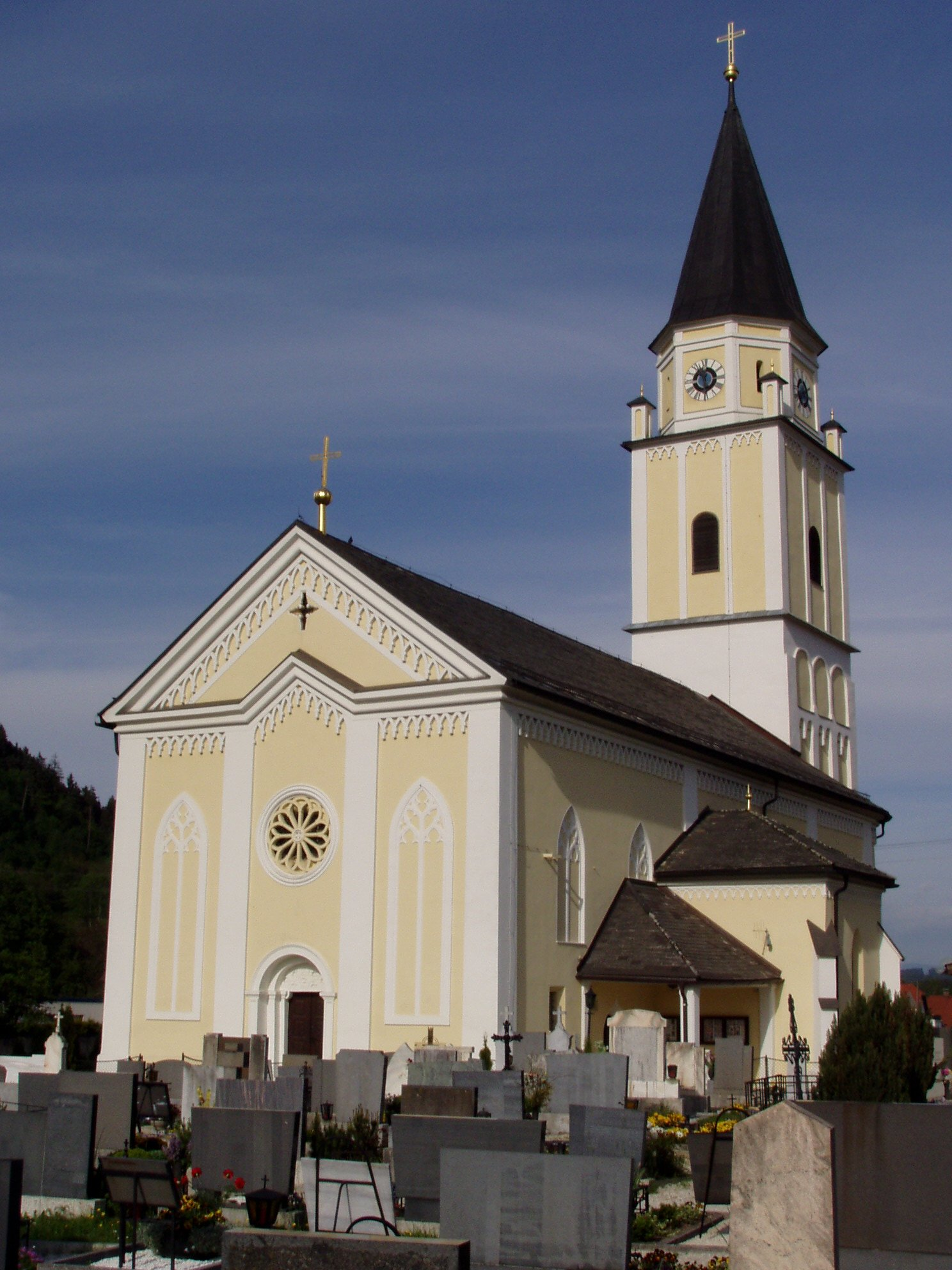
Pfarrkirche St. Ruprecht

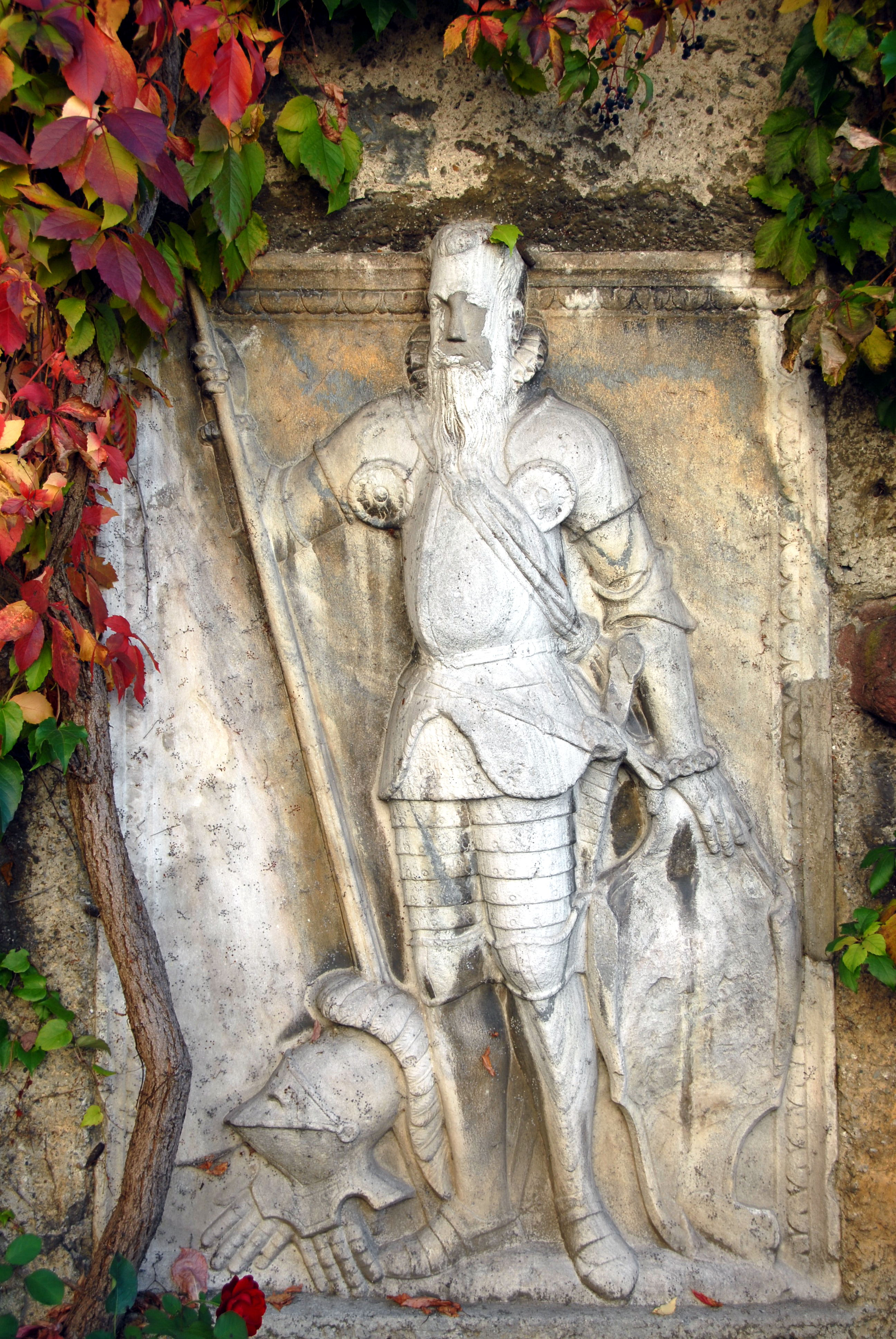
Grabplatte des Freiherrn Sonnegg am Stadtturm

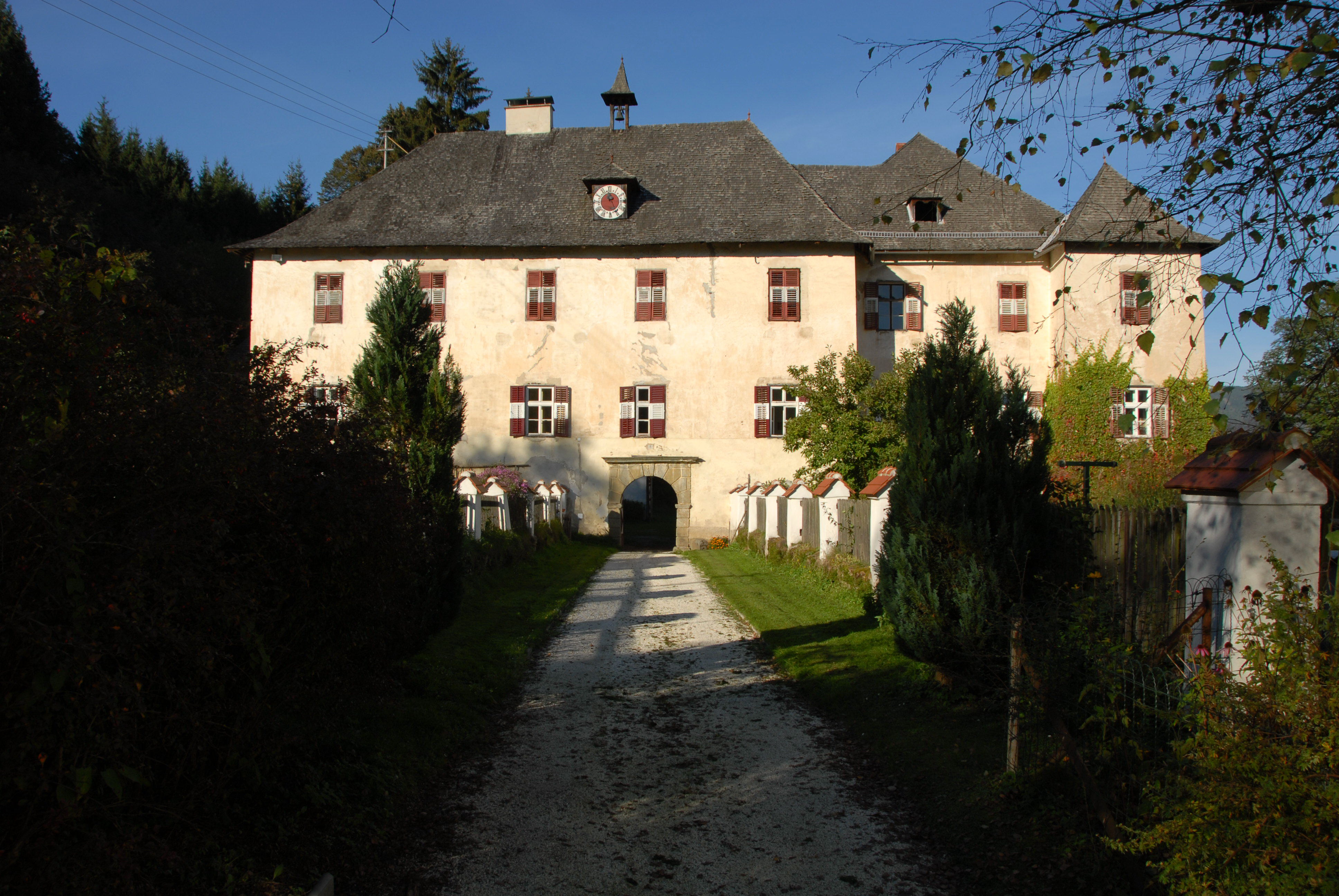
Schloss Töllerberg

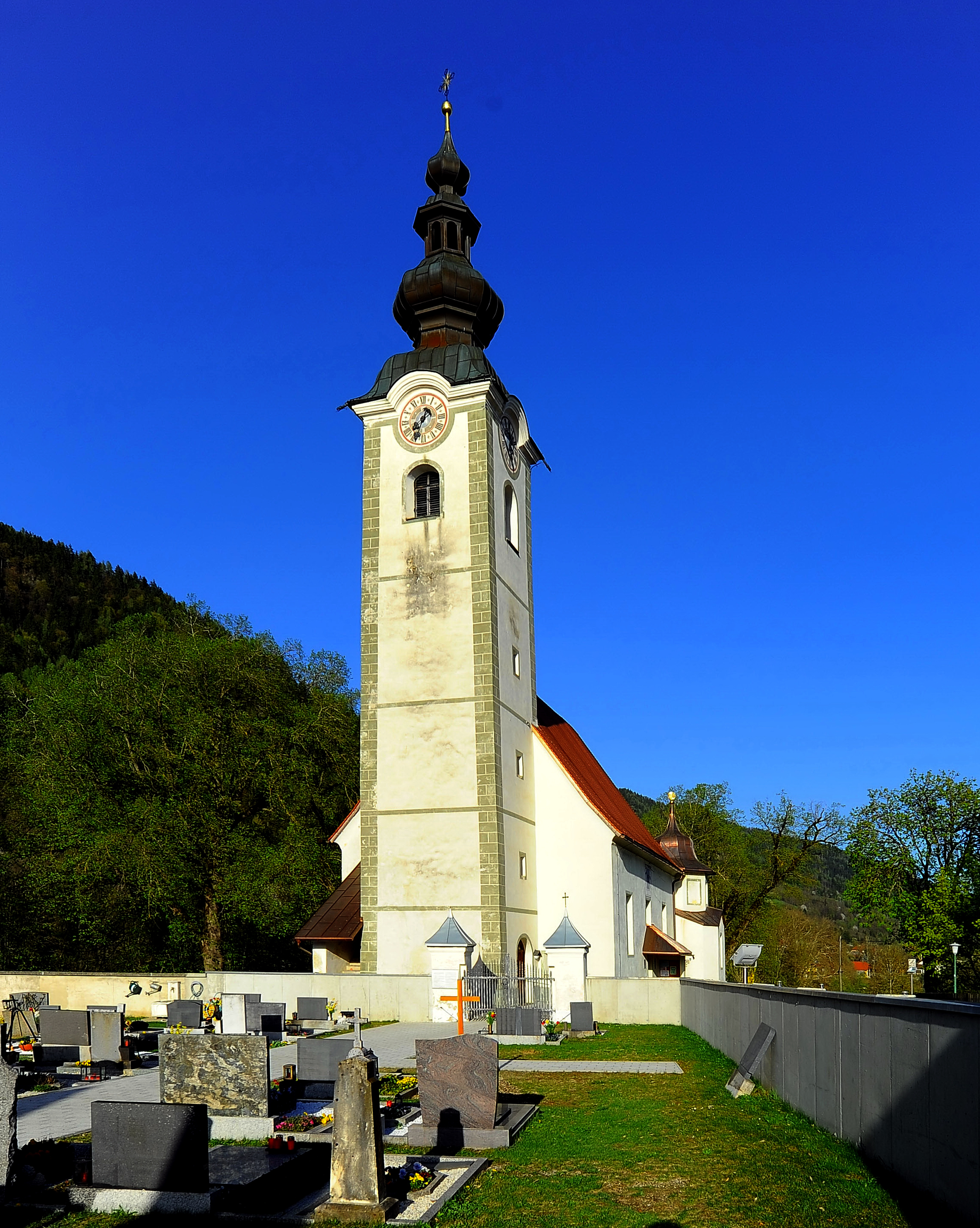
Filialkirche „Sankt Franzisci am Saalfelde“ in Gattersdorf

Völkermarkt (slowenisch Velikovec) ist eine Stadtgemeinde mit 10.902 Einwohnern (Stand 1. Jänner 2025) im gleichnamigen Bezirk des österreichischen Bundeslandes Kärnten.

## Geographie
Die Stadt liegt im Süd-Osten Österreichs im nördlichen Jauntal in einer Seehöhe von 462 m, direkt nördlich des Flusses Drau auf einer markanten Schotterterrasse, die nach drei Seiten steil abfällt. Auf der Südseite liegt das Flussbett der Drau, die durch das Flusskraftwerk Edling seit 1962 zu einem langen See aufgestaut wurde und dadurch die Siedlungen Per Mostu, Mauthhaus und Fuchs überflutete, die sich einst am Ufer der Drau befanden.
Völkermarkt liegt in Sichtweite der Karawanken im Süden und der Saualpe im Nordosten, wobei sich die Stadt selbst im Flach- und Hügelland befindet.

### Gemeindegliederung
Völkermarkt ist in folgende 26 Katastralgemeinden gegliedert (mit slowenischer Entsprechung):
- Admont-Lassein (Volmat-Lesine)
- Bei der Drau (Pri Dravi)
- Greuth (Rute)
- Gurtschitschach (Gurčiče)
- Haimburg (Vovbre)
- Höhenbergen (Homberk)
- Kaltenbrunn (Mrzla Voda)
- Klein St. Veit (Mali Šentvid)
- Korb (Korpiče)
- Mittertrixen (Srednje Trušnje)
- Mühlgraben (Mlinski Graben)
- Neudenstein (Črni Grad)
- Niedertrixen (Spodnje Trušnje)
- Ob der Drau (Na Dravo)
- Rakollach (Rakole)
- Ritzing (Ricinje)
- Ruhstatt (Ruštat)
- St. Jakob (Šentjakob)
- St. Peter am Wallersberg (Šentpeter na Vašinjah)
- St. Ruprecht (Šentrupert)
- Tainach (Tinje)
- Töllerberg (Telenberk)
- Völkermarkt (Velikovec)
- Waisenberg (Važenberk)
- Wandelitzen (Vodovnica)
- Weinberg (Vinograd)

Das Gemeindegebiet umfasst folgende 80 Ortschaften (mit slowenischer Entsprechung, in Klammern Einwohnerzahl Stand 1. Jänner 2025):
- Admont (Volmat) (52)
- Aich (Dobje) (88)
- Arlsdorf (Orlača vas) (61)
- Attendorf (Vata vas) (41)
- Bach (Potok) (62)
- Berg ob Attendorf (Rute nad Vato vasjo) (53)
- Berg ob St. Martin (Rute nad Šmartinom) (6)
- Bergstein (Zakamen) (46)
- Bischofberg (Zgornja Škofljica) (1)
- Bösenort (Hudi Kraj) (16)
- Dobrowa (Dobrava) (74)
- Drauhofen (Dravski Dvor) (46)
- Dullach I (Dole pri Šentpetru) (73)
- Dullach II (Dole pri Tinjah) (69)
- Dürrenmoos (Suho Blato) (338)
- Frankenberg (Brankovec) (25)
- Führholz (Borovec) (10)
- Gänsdorf (Gosinje) (56)
- Gattersdorf (Štriholče) (203)
- Gletschach (Kleče) (20)
- Greuth (Rute) (214)
- Gurtschitschach (Gurčiče) (44)
- Hafendorf (Čarče) (54)
- Haimburg (Vovbre) (333)
- Höhenbergen (Homberk) (60)
- Hungerrain (Lačni Breg) (37)
- Kaltenbrunn (Mrzla Voda) (90)
- Klein Sankt Veit (Mali Šentvid) (251)
- Korb (Korpiče) (95)
- Kremschitz (Hrunčiče) (107)
- Krenobitsch (Hrenovče) (62)
- Kulm (Hom) (25)
- Ladratschen (Tračje) (28)
- Lassein (Lesine) (70)
- Lasseinerbucht (36)
- Mauern (30)
- Mittertrixen (Srednje Trušnje) (156)
- Neudenstein (Črni Grad) (71)
- Niederdorf (Dolinja vas) (4)
- Niedertrixen (Spodnje Trušnje) (10)
- Obersielach (Gornje Sele) (134)
- Obertrixen (Zgornje Trušnje) (19)
- Oschenitzen (Olšenca) (131)
- Penk (Klopče) (16)
- Pörtschach (Poroče) (64)
- Rakollach (Rakole) (19)
- Rammersdorf (Ramovča vas) (69)
- Ratschitschach (Račiče) (77)
- Reifnitz (Ribnica) (92)
- Reisdorf (Rička vas) (79)
- Ruhstatt (Ruštat) (52)
- Ruppgegend (Pri Rupu) (12)
- Salchendorf (Žalha vas) (98)
- St. Agnes  (Sveta Neža, Šentaneža) (60)
- Sankt Georgen am Weinberg (Šentjurij na Vinogradih) (86)
- St. Jakob (Šentjakob) (154)
- St. Lorenzen (Šentlovrenc) (58)
- St. Margarethen ob Töllerberg (Šmarjeta pri Telenberk) (138)
- St. Martin (Šmartin) (37)
- St. Michael ob der Gurk (Slovenji Šmihel) (136)
- St. Peter am Wallersberg (Šentpeter na Vašinjah) (344)
- St. Stefan (Šentštefan) (32)
- Skoflitzen (Škofljica) (6)
- Steinkogel (Pod Pečmi) (36)
- Tainach (Tinje) (570)
- Tainacherfeld (Tinjsko Polje) (23)
- Terpetzen (Trpece) (15)
- Töllerberg (Telenberk) (17)
- Unarach (Vinare) (15)
- Unterbergen (Podgorje) (54)
- Unterlinden (Podlipa) (31)
- Völkermarkt (Velikovec) (4744)
- Waisenberg (Važenberk) (101)
- Wandelitzen (Vodovnica) (22)
- Watzelsdorf (Vacelna vas) (78)
- Weinberg (Vinogradi) (37)
- Wernzach (Brnce) (30)
- Winklern (Vogliče) (28)
- Wurzen (Gorce) (9)

### Nachbargemeinden
| Brückl (SV)      | Diex                                        | Griffen   |
| Poggersdorf (KL) | Kompassrose, die auf Nachbargemeinden zeigt | Ruden     |
| Grafenstein (KL) | Sankt Kanzian                               | Eberndorf |

## Geschichte
In der weiteren Umgebung gab es seit der Römerzeit und dem Königreich Noricum zahlreiche Bergbaustätten, deren Bedeutung aber seit etwa 1960 weitgehend geschwunden ist.
Ein Fund von 237 norischen Silbermünzen (Tetradrachmen) wurde im Gebiet der Ortschaft Haimburg im Jahr 1972 gemacht. Es dürfte sich dabei nach einer Vermutung des österreichischen Numismatikers Robert Göbl um ein Schatzversteck im Zuge der norisch-tauriskischen Auseinandersetzungen oder der Belagerung von Noreia durch die Boier handeln. Göbl datiert den Fund für die Zeit um 60 v. Chr., was durch neuere Forschungen allerdings in Frage gestellt wird.
Seit der Besiedlung des Gebietes durch die Karantaner-Slawen im 6. Jahrhundert und der Errichtung des karantanischen Staatswesens im 7. Jhdt. ist das Gebiet um Völkermarkt eng mit der slowenischen Kulturgeschichte verbunden. Der in der Gegend gesprochene slowenische historische Dialekt wird dem Jauntaler Dialekt (slow. podjunščina) zugeschrieben.
Um 1090 beauftragte Graf Engelbert von Spanheim vermutlich einen Kaufmann Volko aus Rheinfranken mit der Errichtung einer Marktsiedlung. Zwischen 1105 und 1126 wurde der Ort als Volchimercatus (Markt des Volko) genannt, woraus sich der Name Völkermarkt entwickelte. An diesem Handelsplatz, der sich im Gebiet der heutigen Vorstadt St. Ruprecht am Zusammentreffen mehrerer alter Verkehrswege befand, gründete das Erzbistum Salzburg eine Ruprechtskirche. In der Nähe dieses Marktfleckens ließ der Kärntner Herzog Bernhard von Spanheim 1217 eine Brücke über die Drau errichten und 1231 eine strategisch günstiger gelegene Siedlung anlegen, die schon im 13. Jahrhundert Stadtrechte erlangte und vor allem vom Handel mit Eisen profitierte. Der erste Markt kann für das Jahr 1309 belegt werden.
Lag Völkermarkt im Spätmittelalter unter den landesfürstlichen Städten noch regelmäßig an zweiter Stelle hinter der herzoglichen Residenz St. Veit – noch 1470 wurde hier ein innerösterreichischer Landtag abgehalten –, so verlor es im Lauf des 16. Jahrhunderts an Bedeutung. Heute ist Völkermarkt das Wirtschafts-, Schul- und Einkaufszentrum des Jauntales, während das Umland noch stark landwirtschaftlich, aber auch zunehmend touristisch geprägt ist.
Im Jahr 1880 hatte die Stadtgemeinde Völkermarkt 2.392 Einwohner. Davon waren 1.736 deutsch- (73 %) und 630 slowenischsprachig (26 %), wobei die Stadt selbst fast zur Gänze deutschsprachig und die umliegenden ländlichen Ortsteile sprachlich sehr gemischt waren.
Unmittelbar nach dem Ersten Weltkrieg marschierten am 5. November 1918 südslawische Truppen in Südkärnten ein, deren Vormarsch erst am 19. November durch das Ferlacher Abkommen gestoppt werden konnte. Darin wurde eine Demarkationslinie vereinbart, welche unter anderem direkt südlich von Völkermarkt entlang der Drau gezogen wurde. Schon am 26. November wurde dieses Abkommen von den Südslawen gebrochen. Am 30. November 1918 wurde Völkermarkt von den Südslawen erobert, unter dem Vorwand der Entente anzugehören. In der Folge wurden die deutschsprachigen Aufschriften auf Geschäften beseitigt oder übermalt und die deutschsprachige Verwaltung durch slowenisches Personal aus Laibach ersetzt. Am 2. Mai 1919 wurde die Stadt Völkermarkt nach einem zurückgeschlagenen südslawischen Großangriff durch Kärntner Truppen unter Ludwig Hülgerth kurzzeitig befreit, musste aber bereits am 3. Juni 1919 angesichts eines bevorstehenden Gegenschlags wieder geräumt werden. Erst durch die für Österreich entschiedene Kärntner Volksabstimmung vom 10. Oktober 1920, bei der die Bevölkerung der überwiegend deutschsprachigen Stadt zu 83 % für Österreich stimmte, kam Völkermarkt wieder unter österreichische Verwaltung.
Im Zuge des Balkanfeldzuges der deutschen Wehrmacht wurden bereits 1941 60.000 Slowenen aus der besetzten slowenischen/jugoslawischen Untersteiermark deportiert. Ab April 1942 wurden auch planmäßig Slowenen aus Kärnten deportiert, u. a. aus dem Völkermarkter Raum, was in der Folge zum organisierten bewaffneten Widerstand führte, der zur militärischen Befreiung von der nationalsozialistischen Terrorherrschaft sowie maßgeblich zur Wiedererrichtung Österreichs beitrug.
Ein Zentrum dieses bewaffneten Widerstands (Partisanentum) war auch die Saualpe nördlich von Völkermarkt. „Zur Erinnerung an die auf der Saualpe gefallenen Partisanen – Angehörigen von acht Nationalitäten – haben die Kärntner Partisanen im Jahre 1947 in Anwesenheit von Vertretern der Alliierten ein Denkmal in St. Ruprecht bei Völkermarkt enthüllt. Das Denkmal ist ein Symbol des Kärntner und internationalen Kampfes gegen den Faschismus. Unbekannte Täter haben es in der Nacht vom 10. zum 11. September 1953 gesprengt. Die österreichischen Behörden haben das Denkmal nicht in der ursprünglichen Form wiederhergestellt, deshalb hat es der Verband der Kärntner Partisanen im Jahre 1983 restauriert und vor dem Peršmanhof-Museum in Leppen (Marktgemeinde Bad Eisenkappel) errichtet.“
Am 18. September 1979 war das Rathaus der Stadt Völkermarkt, in dem sich eine Ausstellung über den Kärntner Abwehrkampf befand, Ziel eines Terroranschlags der jugoslawischen UDBA, bei dem die beiden slowenischen Agenten sich selbst und einen Museumsmitarbeiter schwer verletzten. Der Agent Luka Vidmar verlor ein Bein. In die Fassade des Rathauses wurde ein Loch gerissen. Die beiden UDBA-Agenten wurden 1980 zu vier Jahren Haft verurteilt, jedoch ein halbes Jahr später gegen zwei Agenten des österreichischen Abwehramtes ausgetauscht. Der Anschlag von Völkermarkt war der letzte einer Serie, die 1972 begonnen hatte.
Mit der Schaffung von Ortsgemeinden im Jahr 1850 wurde auch Völkermarkt als solche eingerichtet. Im Jahr 1973 wurden die Gemeinden Sankt Peter am Wallersberg, Waisenberg, Tainach und Haimburg mit der Stadt in einer Großgemeinde vereint, deren Einwohnerschaft sich durch die nunmehr knapp 80 Ortschaften etwa verdoppelte.

### Bevölkerungsentwicklung
Zum Zeitpunkt der Volkszählung 2001 hatte Völkermarkt 11.373 Einwohner, davon waren 93,9 % österreichische, 1,5 % bosnische und 1,0 % kroatische Staatsbürger und 3,6 % anderer Nationalität.

### Sprache
Im Jahr 2001 waren 292 Einwohner (2,6 %) slowenischsprachig.
Das organisierte Kulturleben der Slowenen reicht ins Jahr 1893 mit der Gründung des Vereins Ciril in Metodova podružnica za Velikovec [Zweigverein des Kyrill-und-Method-Vereins für Völkermarkt] zurück. Die bedeutendste Einrichtung dieser Zeit war die am 25. Oktober 1896 gegründete erste slowenische katholische Privatschule unter dem Namen Narodna šola (Schule des Volkes) im Ortsteil Sankt Ruprecht/Šentrupert. Gegründet wurde sie vom Kyrill-und-Method-Verein Družba sv. Cirila in Metoda. Am 21. Oktober 1906 wurde der slowenische Kulturverein Lipa (Linde) gegründet, der nunmehr auf eine über hundertjährige Tradition zurückblickt. Während der südslawischen Besatzungszeit war von Juni 1919 bis Oktober 1920 in Völkermarkt auch ein slowenisches Gymnasium eingerichtet, das jedoch nach der Volksabstimmung in Kärnten 1920 nicht weitergeführt wurde. Erst 1957 wurde in Klagenfurt erneut ein slowenisches Gymnasium eingerichtet. Bei der Volksabstimmung votierte der Südosten Kärntens auch dank der Slowenen, die für Österreich stimmten, mehrheitlich für den Verbleib bei Österreich (Distrikt Völkermarkt: 8.306 für Deutschösterreich, 2.444 für den SHS-Staat).
Zweisprachig deutsch-slowenisch geführt werden im Dekanat Völkermarkt folgende katholische Pfarren und Filialkirchen: in Diex die Filialkirche St. Michael im Graben/Šmihel, die Pfarrkirche Gorentschach/Gorenče und die Filialkirche St. Radegund/Št. Radegunda, die Pfarrkirche Greutschach/Krčanje, die Pfarrkirche Haimburg/Vovbre, die Pfarrkirche Ruden/Ruda samt Filialkirchen Lind/Lipa und Lippitzbach-Schlosskapelle/Lipica-grajska kapela, in Töllerberg die Filialkirchen St. Franzisci/Želinje und St. Katharina am Kulm/Sv. Katarina na Homu, die Pfarrkirche St. Peter am Wallersberg/Št. Peter na Vašinjah samt den Filialkirchen Lisnaberg/Lisna gora, St. Lorenzen/Šentovrenc und St. Martin/Šmartno, die Pfarrkirche St. Ruprecht bei Völkermarkt/Št. Rupert pri Velikovcu samt den Filialkirchen St. Agnes/Sv. Neža und St. Ulrich/Št. Urh, in Stift Griffen die Alte Pfarrkirche/Stara farna cerkev samt den Filialkirchen Dürrenmoos/Suha Blato, Gletschach/Kleče, St. Michael in Unternberg/Šmihel v Podgori und Wallersberg/Vašinje sowie im Dekanat Tainach/Tinje die Pfarrkirche Tainach/Tinje samt den Filialkirchen Wabelsdorf/Vabnja vas und Eiersdorf/Virna vas.

### Religion
Zur römisch-katholischen Kirche bekannten sich 2001 89 % der Gemeindebevölkerung, zur evangelischen Kirche 3 % (siehe auch: Christuskirche (Völkermarkt)) und zum Islam 1,5 %. Als konfessionslos bezeichneten sich 5 %.

## Kultur und Sehenswürdigkeiten
- Katholische Pfarrkirche St. Georgen am Weinberg hl. Georg
- Katholische Pfarrkirche St. Margarethen ob Töllerberg hl. Margaretha
- Katholische Pfarrkirche St. Peter am Wallersberg hl. Peter
- Katholische Pfarrkirche Tainach Mariä Himmelfahrt und hl. Valentin

- Das „Bezirksheimat- und Stadtmuseum“ gibt einen Einblick in die Geschichte, Kultur und das Brauchtum des Bezirkes Völkermarkt sowie in die Geschehnisse des Kärntner Abwehrkampfes und der Volksabstimmung in den Jahren 1918 bis 1920.
- Zwei Galerien, das Heunburg Theater und regelmäßige Veranstaltungen runden die Kulturszene im Stadtzentrum ab. Neben dem Bürgerlustpark, mit dem Brunnen von Max Domenig, und Platzkonzerten ist noch der große Wochenmarkt zu erwähnen. Die Umgebung bietet Kirchen, Burgen und andere Kulturdenkmäler, zum Beispiel die Burgruine Haimburg.

## Wirtschaft und Infrastruktur

### Marktwesen
Der Handel ist für die Stadt traditionell der wichtigste Wirtschaftsfaktor. Die „Stadtentwicklungsoffensive“ und die Wirtschaftskammer hat ab 2005 neben dem Mittwoch-Markt auch einen Frischemarkt am Freitag und einen „EU-Nationenmarkt“ etabliert, auch spezielle Märkte zu Ostern, für die Alpen-Adria-Themen und ein Fischmarkt finden statt.

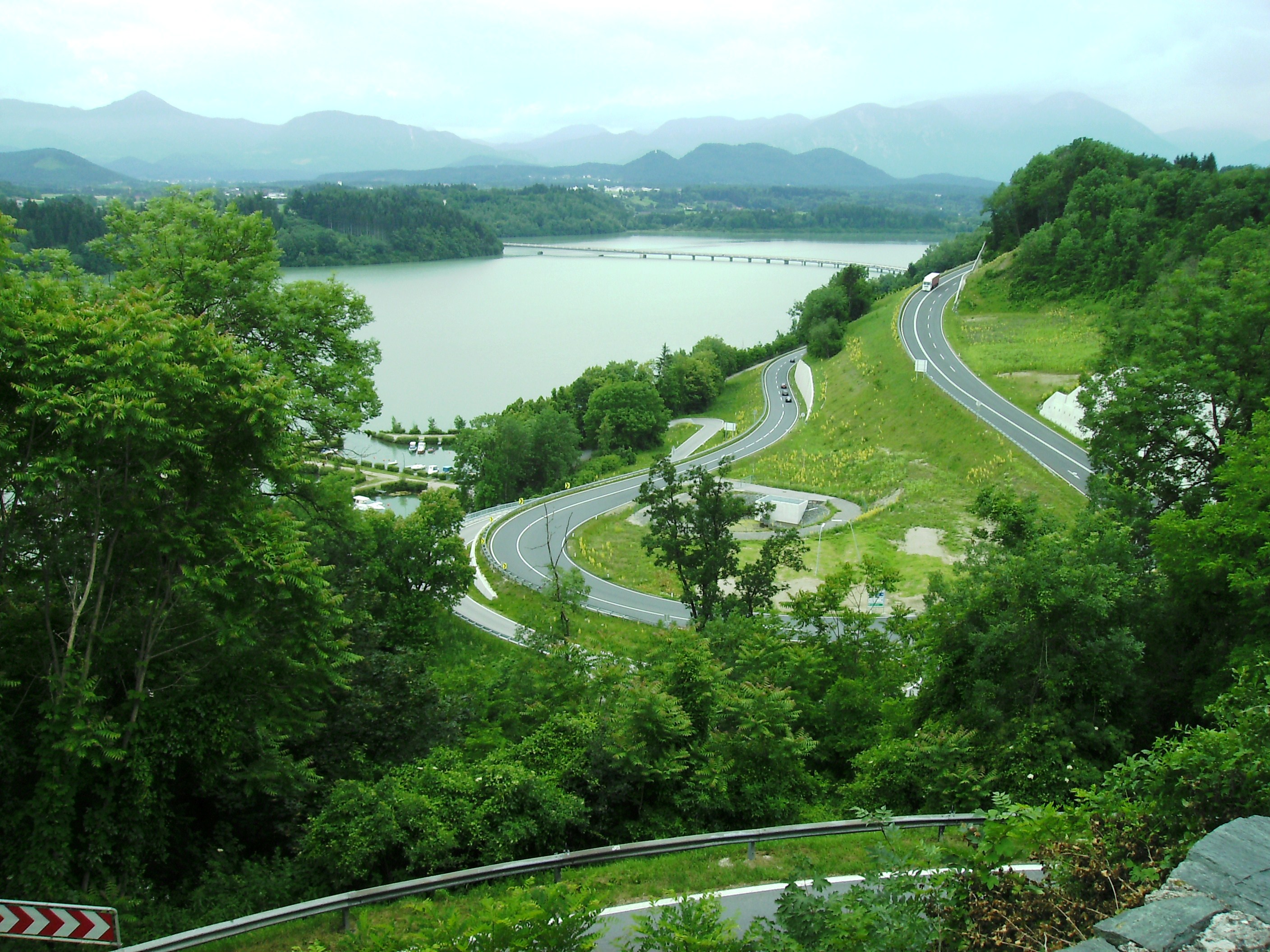
Stausee mit Zufahrtsstraße nach Völkermarkt

Gegenwärtig werden folgende Märkte in der Stadt regelmäßig abgehalten:
- Wochenmarkt – der traditionelle Wochenmarkt findet jeden Mittwoch statt.
- Nikolomarkt – der traditionelle Nikolomarkt findet jedes Jahr am ersten Montag vor Nikolaus im Dezember statt.
- Trödler Markt – im Rahmen der Stadtentwicklungsoffensive gegründeter Markt für gebrauchte Artikel. Er findet seit 30. April 2005 jeden letzten Samstag im Monat statt.
- Christkindlmarkt – der Christkindlmarkt findet im Dezember am unteren Hauptplatz statt.
- Völker Markt – ein Frischemarkt, erstmals am 30. September 2005 präsentiert.

### Tourismus

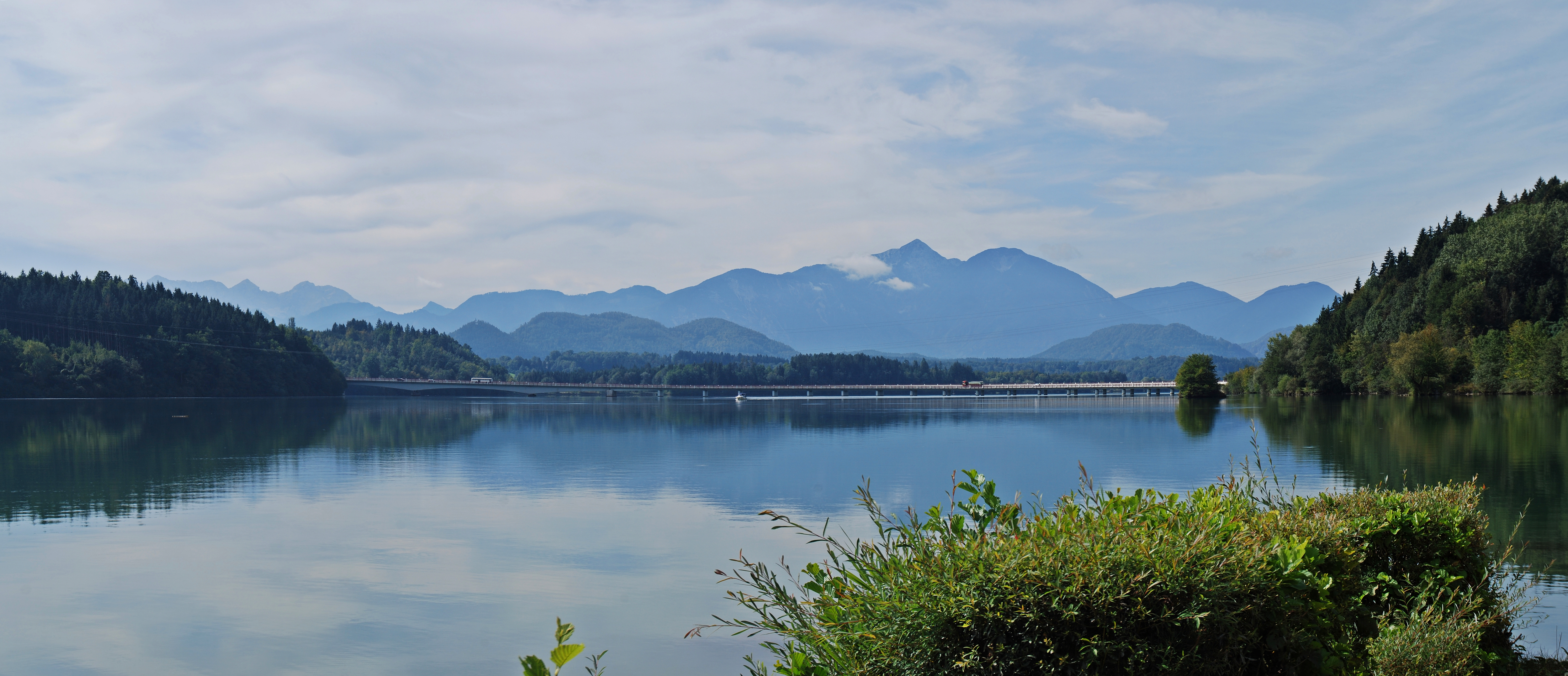
Völkermarkter Stausee

Der Tourismus ist ein wichtiges Standbein der Völkermarkter Wirtschaft. Die Stadt beherbergt jährlich über 20.000 Gäste. Bedeutsam hierfür sind die (nicht mehr auf dem Gemeindegebiet liegenden) Badeseen Klopeiner See und Turnersee südwestlich von Völkermarkt.
Die möglichen Sport- und Freizeitaktivitäten für Gäste umfassen u. a. Angeln am Völkermarkter Stausee, Baden im Erlebnisschwimmbad Völkermarkt und andere Arten von Wassersport, Radfahren (der 366 km lange Drauradweg führt am Stadtrand vorbei) und Wandern (der Eisenwurzenweg verläuft durch die Gemeinde). Im weiteren Umkreis von Völkermarkt befindet sich auch ein Skigebiet auf der Petzen (2126 m).

### Verkehr

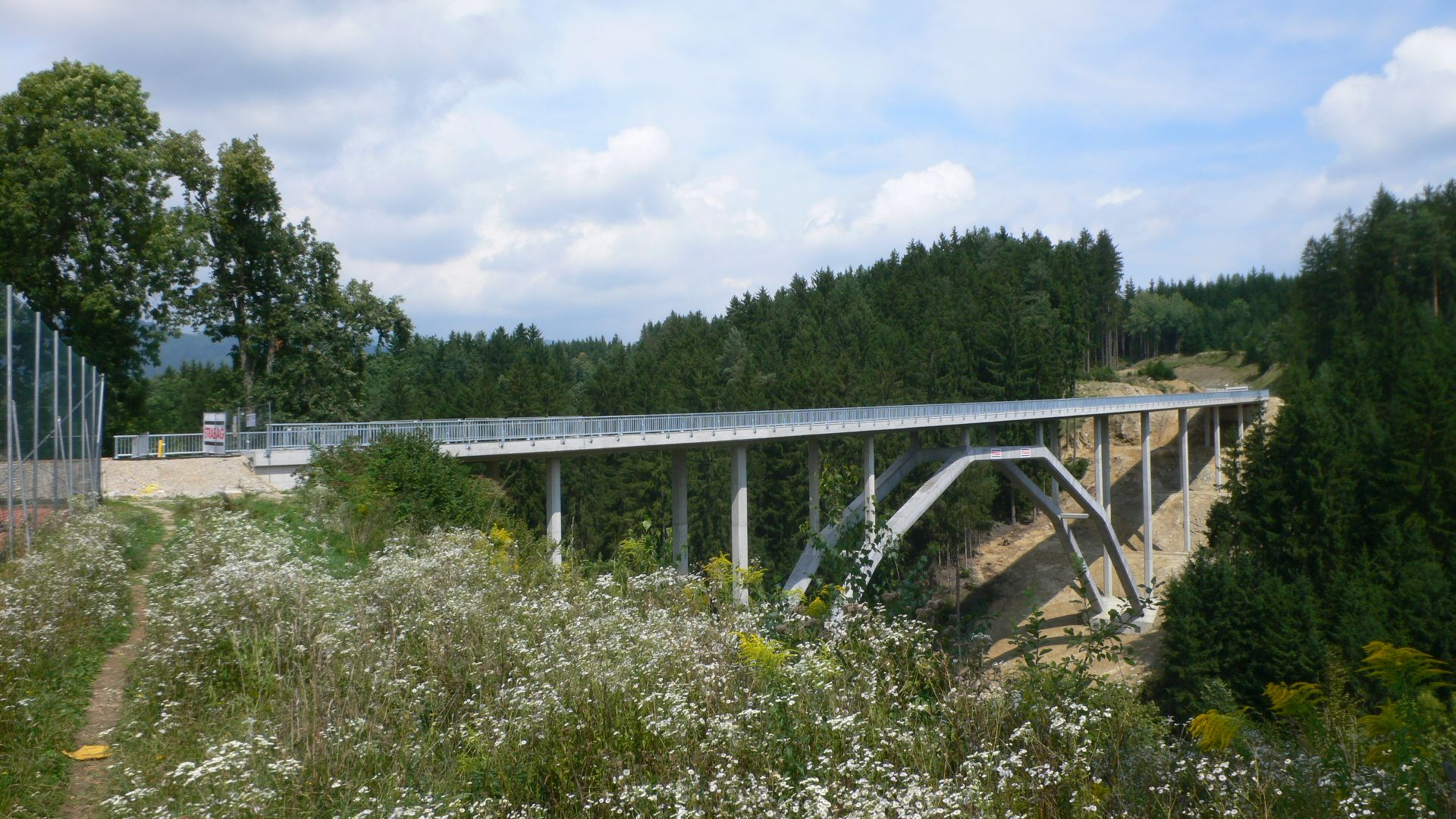
Wildbrücke Völkermarkt

Am Nordrand des Jaunfeldes liegt die Stadt Völkermarkt an zwei sich kreuzenden Verkehrswegen, die seit dem Mittelalter bestehen:
- Die Drau, welche bei Völkermarkt heute zum Völkermarkter Stausee aufgestaut ist
- Der von Süden über den in den Karawanken liegenden Seebergsattel (1220 m) nach Norden (die Norische Region) verlaufende Verkehrsweg, welcher früher wegen des Bergbaues (Eisen, Blei) stark genutzt wurde.

Heute liegt Völkermarkt an der Südautobahn mit den Anschlussstellen Völkermarkt West und Völkermarkt Ost. Eine stark befahrene Straße ist die Packer Straße B 70. Im April 2010 wurde die Umfahrung Völkermarkt fertiggestellt und für den Verkehr freigegeben.
Die Drautalbahn (ehemals Franzensfeste/Fortezza (Südtirol) – Lienz – Spittal – Villach – Klagenfurt – Bleiburg – Maribor/Marburg) verläuft hingegen fünf Kilometer südlich von Völkermarkt in der Gemeinde Eberndorf. Der Bahnhof heißt zwar Völkermarkt-Kühnsdorf, doch kann dieser nicht als direkter Eisenbahnanschluss bezeichnet werden. Völkermarkt ist somit die einzige Bezirksstadt Österreichs, die niemals einen Eisenbahnanschluss besessen hat. Ursprünglich war bei der Planung der Eisenbahn in den 1860er Jahren sehr wohl daran gedacht, Völkermarkt direkt zu erschließen, doch wehrte sich damals eine starke Fuhrwerkerlobby gegen den Bau.
Die Bedeutung der Bahnlinie Maribor–Klagenfurt ist, obwohl immer noch Hauptbahnlinie, durch die Gebietsabtretungen 1918 an Jugoslawien stark gesunken; 1964 wurde als Ersatz die Jauntalbahn fertiggestellt. In den nächsten Jahren soll mit Hilfe der Koralmbahn eine weitere wirtschaftliche Belebung der Region stattfinden.

## Politik

### Gemeinderat
Der Gemeinderat hat 31 Mitglieder und setzt sich seit der Gemeinderatswahl 2021 wie folgt zusammen:
- 17 SPÖ
- 8 ÖVP
- 6 FPÖ

Der Stadtrat (Stadtregierung) von Völkermarkt hat sieben Mitglieder. Er besteht aus den Mitgliedern Bgm. Markus Lakounigg, Vbgm. Peter Wedenig, Vbgm. Aaron Radaelli, StR. Stefan Riepl, StR. Elisabeth Kollitsch, StR. Bernhard Sutterlüty und StR. Gerald Grebenjak.

### Bürgermeister
- 1850–1864 Josef Novak
- 1867–1873 Alexander Helbling
- 1897–1918 Hans Pinteritsch
- 1973–1979 Hans Glantschnig (ÖVP)
- 1991–2020 Valentin Blaschitz (SPÖ)[16]
- seit 2020: Markus Lakounigg (SPÖ)[17]

### Wappen
| Wappen von Völkermarkt | Blasonierung: „In Rot hinter einem fünffachen grünen Wogenkamm drei silberne bezinnte Türme mit Kegeldächern wachsend.“ |
| Wappen von Völkermarkt | Wappenbegründung: Das älteste Stadtsiegel hat einen Durchmesser von 60 mm und ist an einer Urkunde vom 1. Juli 1267 erhalten. Sowohl Schildfuß, dessen Wogenkamm wohl eher das Drauufer als die hügelige Umgebung andeutet, als auch die drei Türme, die die beiden Stadttürme im Westen und Osten darstellen, dazwischen wohl die landesfürstliche Burg, wiesen in der Folge starke Abweichungen auf. Bei der Wappenbescheinigung 1974 griff man jedoch auf die älteste Darstellung von 1267 zurück. |

Die Fahne ist Rot-Weiß-Grün mit eingearbeitetem Wappen.

## Persönlichkeiten
- Ulrich von Völkermarkt († bald nach 27. Mai 1266), Kanonist
- Markus Hansiz (* 25. April 1683; † 5. September 1766), Jesuit und Historiker
- Maximilian Joseph Gritzner (* 13. Oktober 1794; † 27. August 1872), Industrieller und Mitglied der Frankfurter Nationalversammlung
- Friedrich Neste (* 14. Juli 1819; † 22. März 1886), österreichischer Pfarrer und Politiker
- Johann Peyritsch (* 20. Oktober 1835; † 14. September 1889), Botaniker, Mediziner und Hochschullehrer
- Jakob Plawetz (* 4. Juli 1838; † 1929), Bauunternehmer, Gutsbesitzer und Politiker
- Alfons Müllner (* 23. September 1840; † 27. März 1918), Lehrer, Museums- und Ministerialbeamter sowie Archäologe
- Julius Jobst (* 7. Februar 1856; † 18. März 1895), Jurist und Politiker
- Hans Pinteritsch (* 21. Juli 1864; † 4. März 1934), Färbereibesitzer, Bürgermeister und Politiker
- Hermann L’Estocq (* 20. Juni 1887; † 16. Juni 1940), Bezirkshauptmann von Völkermarkt und NS-Opfer
- Julius Ringel (* 16. November 1889; † 11. Februar 1967), General der Gebirgstruppe der Wehrmacht
- Rudolf Giendl (* 5. März 1894; † 4. April 1971) Architekt
- Victor Sokolowski (* 13. Februar 1911; † 6. September 1982), Cembalist, Pianist, Organist und Musikpädagoge
- Gottfried Lamprecht (* 8. Oktober 1948), ehemaliger Fußballspieler
- Franz Yang-Močnik (* 1. Juni 1951), bildender Künstler
- Stefan Karner (* 18. Dezember 1952), Historiker
- Edwin Wiegele (* 20. August 1954), bildender Künstler
- Brigitte Karner (* 12. Dezember 1957), Schauspielerin
- Robert Mack (* 1. Juli 1959; † 4. Juli 2020), Eishockeytorwart
- Hubert Lobnig (* 1962), Künstler
- Sabine Ladstätter (* 22. November 1968; † 3. Juni 2024), Klassische Archäologin
- Julia Cencig (* 18. September 1972), Schauspielerin
- Gilbert Prilasnig (* 1. April 1973), Fußballspieler
- Stephanie Graf (* 26. April 1973), Leichtathletin
- Elmar Lichtenegger (* 25. Mai 1974), Leichtathlet
- Herbert Ratz (* 16. September 1981), Eishockeyspieler
- Tanja Raunig (* 3. Mai 1989), Schauspielerin
- Magdalena Lobnig (* 19. Juli 1990), Ruderin